# Brandon Ormonde-Ottewill
Brandon Rutherford Ormonde-Ottewill (Londres, Inglaterra, 21 de diciembre de 1995) es un futbolista británico que juega de defensa en el Puskás Akadémia F. C. de la Nemzeti Bajnokság I.

## Trayectoria

### Arsenal F. C.
Comenzó su carrera futbolística dentro de la Academia del Arsenal a la edad de 8 años. Continuó en sus filas antes de firmar un contrato profesional en 2012. Fue liberado al final de la temporada 2014-15 junto con Abou Diaby, Ryo Miyaichi, Jack Jebb, Semi Ajayi, Josh Vickers y Austin Lipman.

### Swindon Town F. C.
En julio de 2015, se unió al Swindon Town F. C. en una transferencia gratuita al ser liberado del Arsenal. Hizo su primera aparición con el club en un partido de pretemporada contra el Everton F. C. que terminó con una derrota por 4-0. Su debut en competición se produjo en la jornada inaugural de la temporada 2015-16 de la English Football League, cuando jugó el partido completo en la victoria por 4-1 sobre el Bradford City A. F. C.. En abril de 2016, fue suspendido por el club junto a sus compañeros de equipo Drissa Troaré y Jeremy Balmy. El comunicado del club se produjo horas después de que se informara de que el trío había sido visto inhalando gas de óxido nitroso en las redes sociales.
El 2 de mayo de 2017, se anunció que dejaría el Swindon Town al expirar su contrato en junio de 2017.

### Países Bajos
El 28 de julio de 2017, tras ser liberado del Swindon, se unió al equipo neerlandés Helmond Sport con un contrato de un año.
Después de hacer una sola aparición en toda la temporada debido a una lesión, se unió al también equipo neerlandés FC Dordrecht en un contrato de dos años con opción a un año adicional. Tras ser cedido al Excelsior Rotterdam en enero de 2020, firmó un contrato permanente de dos años con el club en el verano de ese año.

## Selección nacional
Ha representado a Inglaterra en las categorías sub-16 y sub-19.

## Estadísticas

### Clubes
Actualizado al último partido disputado el 29 de mayo de 2022.
| Club                               | Div.          | Temporada     | Liga  | Liga  | Copas nacionales | Copas nacionales | Copas internacionales | Copas internacionales | Total | Total |
| Club                               | Div.          | Temporada     | Part. | Goles | Part.            | Goles            | Part.                 | Goles                 | Part. | Goles |
| ---------------------------------- | ------------- | ------------- | ----- | ----- | ---------------- | ---------------- | --------------------- | --------------------- | ----- | ----- |
| Swindon Town F. C. Inglaterra      | 3.ª           | 2015-16       | 28    | 1     | 2                | 0                | ―                     | ―                     | 30    | 1     |
| Swindon Town F. C. Inglaterra      | 3.ª           | 2016-17       | 21    | 1     | 5                | 0                | ―                     | ―                     | 26    | 1     |
| Swindon Town F. C. Inglaterra      | Total club    | Total club    | 49    | 2     | 7                | 0                | 0                     | 0                     | 56    | 2     |
| Helmond Sport · Países Bajos       | 2.ª           | 2017-18       | 1     | 0     | 0                | 0                | ―                     | ―                     | 1     | 0     |
| Helmond Sport · Países Bajos       | Total club    | Total club    | 1     | 0     | 0                | 0                | 0                     | 0                     | 1     | 0     |
| FC Dordrecht · Países Bajos        | 2.ª           | 2018-19       | 33    | 0     | 1                | 0                | ―                     | ―                     | 34    | 0     |
| FC Dordrecht · Países Bajos        | 2.ª           | 2019-20       | 21    | 0     | 2                | 0                | ―                     | ―                     | 23    | 0     |
| FC Dordrecht · Países Bajos        | Total club    | Total club    | 54    | 0     | 3                | 0                | 0                     | 0                     | 57    | 0     |
| Excelsior Rotterdam · Países Bajos | 2.ª           | 2019-20       | 5     | 0     | 0                | 0                | ―                     | ―                     | 5     | 0     |
| Excelsior Rotterdam · Países Bajos | 2.ª           | 2020-21       | 25    | 0     | 3                | 0                | ―                     | ―                     | 28    | 0     |
| Excelsior Rotterdam · Países Bajos | 2.ª           | 2021-22       | 29    | 0     | 2                | 0                | ―                     | ―                     | 31    | 0     |
| Excelsior Rotterdam · Países Bajos | Total club    | Total club    | 59    | 0     | 5                | 0                | 0                     | 0                     | 64    | 0     |
| Total carrera                      | Total carrera | Total carrera | 163   | 2     | 15               | 0                | 0                     | 0                     | 178   | 2     |